# Catarhoe fumata
Catarhoe fumata là một loài bướm đêm trong họ Geometridae.